# Macusani (distrito)
Macusani é um distrito do Peru, departamento de Puno, localizada na província de Carabaya.

## Transporte
O distrito de Macusani é servido pela seguinte rodovia:
- PU-100, que liga a cidade de Santa Rosa ao distrito de Ituata
- PE-34B, que liga o distrito de Juliaca à cidade de Ayapata[1][2][3]